# Blasius Höfel

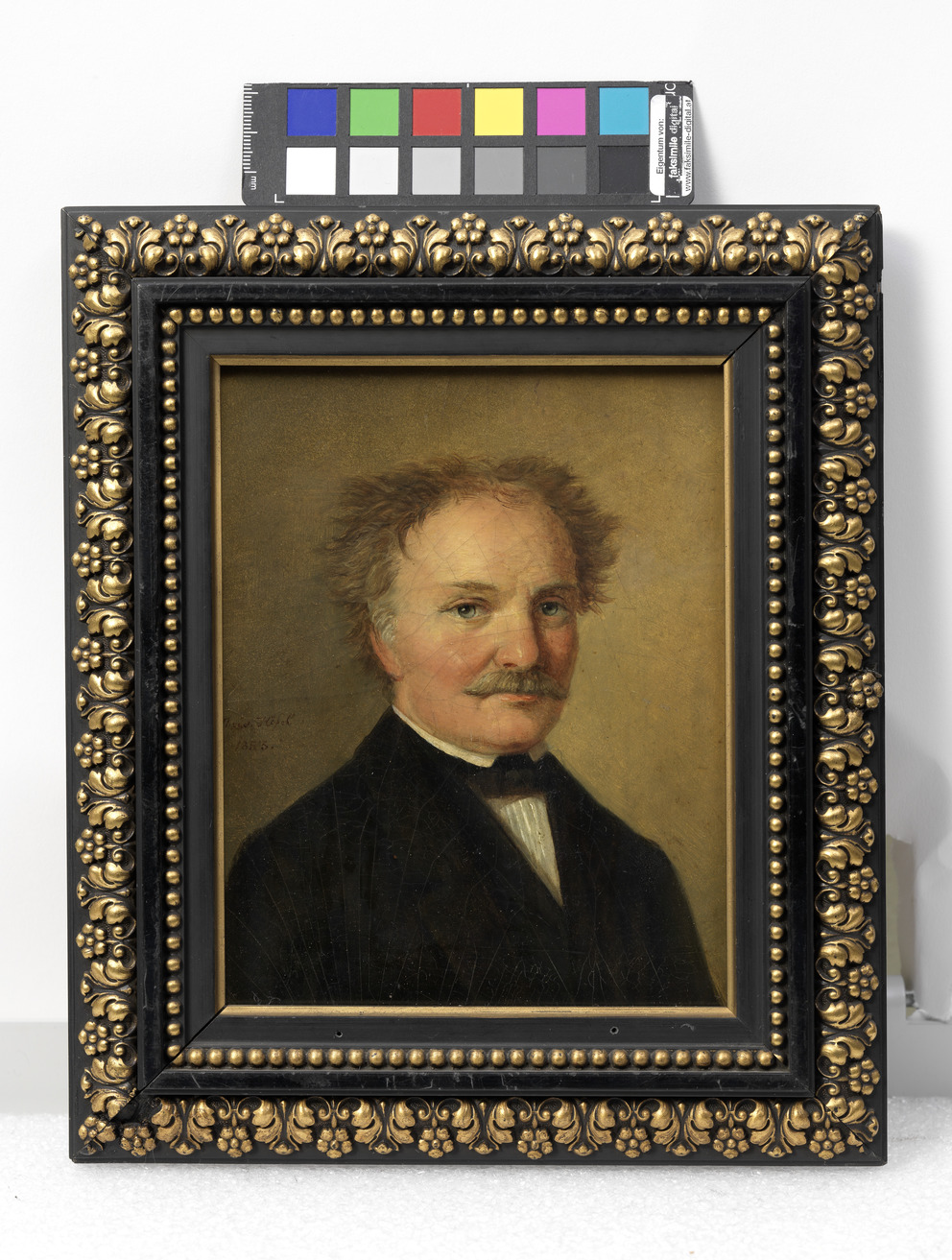
Mein Onkel Blasius
von Theodor Höfel (1853)

Blasius Höfel (* 27. Mai 1792 in Wien; † 17. September 1863 in Aigen bei Salzburg) war ein österreichischer Kupferstecher.

## Leben

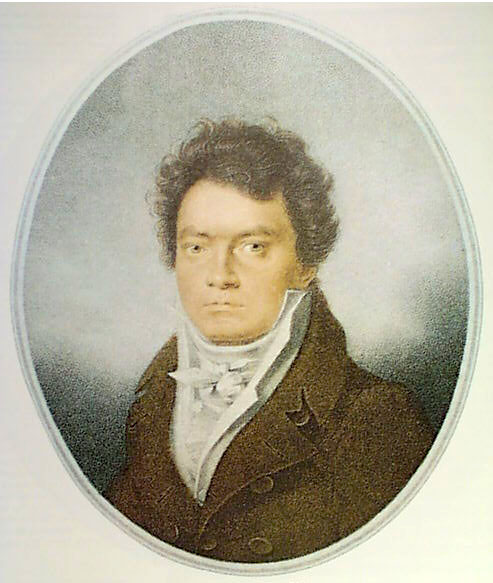
Ludwig van Beethoven, Farblithographie nach Louis Letronnes Zeichnung, 1814

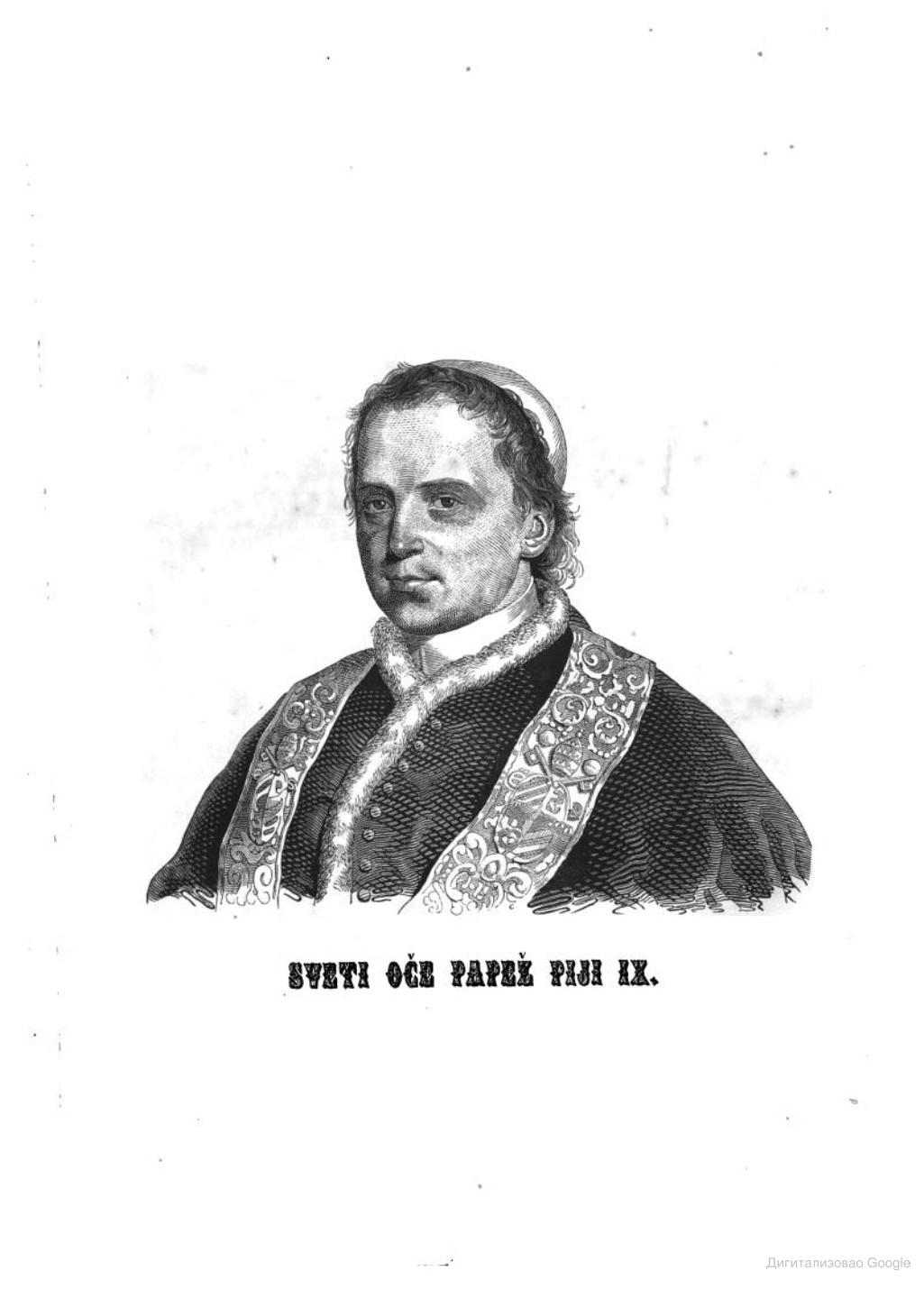
Blasius Höfel – Pius IX.
Kmetijske in rokodelske novice 1847

Höfel studierte ab 1805 Zeichnen und Malen an der Akademie der bildenden Künste Wien bei Hubert Maurer. Ab 1807 widmete er sich vor allem dem Kupferstich. Sein bekanntestes Werk ist ein Porträt von Ludwig van Beethoven, mit dem er auch persönlich verkehrte. Höfels Kupferstich entstand 1814 im Auftrag des Verlags Artaria & Comp. auf der Grundlage einer Zeichnung von Louis Letronne.
Er war von 1820 bis 1837 als Zeichenlehrer an der Militärakademie in Wiener Neustadt tätig. Auf einer Studienreise nach Deutschland lernte er Friedrich Wilhelm Gubitz kennen und beschäftigte sich anschließend mit verschiedenen Holzschnittverfahren. Um 1840 erfand er die Strichätzung.
Höfel war ein jüngerer Bruder des Historienmalers Johann Nepomuk Höfel.

## Werke (Auswahl)
- Die Flucht nach Ägypten nach Joseph Hirschhäuter (1801–1859)
- Johannes d. T. in der Wüste nach Raffael
- Der Leichnam Christi nach Andrea del Sarto
- Rudolf von Habsburg an Ottokars Leiche nach Anton Petter
- Der Abschied des Landwehrmanns nach Johann Peter Krafft

Holzschnitte
- Venus nach Lebrun
- Die vier Evangelisten nach Luca Giordano